# Kurt Obitz
Kurt Obitz, Pogorzelski (ur. 16 stycznia 1907 w Brzozowie, zm. 26 sierpnia 1945 w Lautrach w Niemczech) – lekarz weterynarii, dziennikarz, jeden z najwybitniejszych działaczy mazurskich, a zarazem polityków wschodniopruskich nastawionych propolsko w dwudziestoleciu międzywojennym, naukowiec – parazytolog.

## Życiorys
Urodził się 16 stycznia 1907 w Brzozowie (wówczas Brosowen) w powiecie węgorzewskim w Rejencji gąbińskiej Prus Wschodnich, gdzie jego rodzice – Fryderyk Krystian Obitz i Ludwika Karolina Obitz z domu Bartk, posiadali gospodarstwo o powierzchni 380 morgów. Przodkowie Obitzów przybyli do Prus Wschodnich prawdopodobnie ze Śląska w XVII wieku po Wojnie Trzydziestoletniej.
W Królewcu, gdzie jego rodzina posiadała dwa domy, uczęszczał do gimnazjum, które ukończył w 1925. Następnie rozpoczął studia w Wyższej Szkole Weterynaryjnej w Berlinie, gdzie był wyróżniającym się studentem. Już wtedy krystalizowało się w nim poczucie odrębności i mazurskiej samoidentyfikacji. Szybko stało się to znane zarówno władzom uczelni, jak i Wschodniopruskiej Służbie Ojczyźnianej (Heimatdienst). Wiedziano, że ma kontakty z kołami polskimi: Gazetą Olsztyńską i Mazurskim Przyjacielem Ludu, za co pozbawiono go pomocy materialnej (darmowe obiady, zwolnienie z czesnego, stypendium), ale nie relegowano z uczelni, obawiając się reakcji polskiej propagandy. Pozostał jednak pod dyskretną obserwacją niemieckiej policji. W Berlinie Obitz nawiązał kontakt z mazurskimi działaczami rozbitego w Ełku Masurenbundu, m.in.: braćmi Janem i Gustawem Sawitzkimi, A. Szymańczykiem, doktorem Dziobkiem; wspólnymi siłami reaktywowali w Berlinie Związek Mazurów – Masurenbund, 20 listopada 1926 i założyli Centralną Radę Mazurów, jako przeciwwagę dla Heimatdienstu – Wschodniopruskiej Służby Ojczyźnianej.
1 maja 1929 roku ukazał się pierwszy numer pisma pt. Cech" – Masurisscher Brief", a od nr 2: Cech – Organ des Masurenbundes", z podtytułem "Gwara nasa, trzymaicie się!", później: "Wiara nasa, trzymaicie się!" – znaczy to: Mazurzy trzymajcie się razem, nie dajcie się przeciwnościom losu, bądźcie sobą... Cyklicznie ukazywał się felieton pisany gwarą mazurską pt. "Fryc z Płowcow soli im!". Początkowo miesięcznik wychodził w maszynopisie, a od listopada 1930 był drukowany i ukazywał się do 1933. Kurt Obitz stał się w tym środowisku postacią numer jeden, został przewodniczącym centrali Związku Mazurów i redaktorem odpowiedzialnym "Cechu" oraz autorem większości tekstów w piśmie.
"Jesteśmy Mazurami" – głosił po niemiecku "Cech" – "to znaczy, że jesteśmy pośród niemieckiej narodowości państwowej odrębnym narodem z odrębnymi cechami, odziedziczonymi po odwiecznych polskich przodkach. Wyrośliśmy w odrębnym otoczeniu. Oblicze wschodniej ziemi odcisnęło się na naszym dzieciństwie. W godzinach najgłębszego cierpienia powoduje to, że nasz głęboki wzrok patrzy na to oblicze swoimi oczyma pełnymi wdzięczności. To jest nasz prawdziwy wzrok, to jest nasz los, i i on jest mazurski i nie niemiecki... Choć żyjemy z Niemcami w pokoju i sprawiedliwości w jednym państwie, uczestnicząc we wspólnej produkcji i konsumpcji... Ale jesteśmy odrębnym narodem, jesteśmy Mazurami.(...)Tego głodu bycia sobą nie można uciszyć i wewnętrzny głos woła do nas i woła bezustannie, niby głos żywcem pogrzebanego".
Dążeniem Związku Mazurskiego było urzeczywistnienie przeświadczonych i zagwarantowanych w Konstytucji praw kulturalno-ekonomicznych. "Cech walczy z politycznym i gospodarczym upośledzeniem, występuje przeciwko bojkotowaniu i terroryzowaniu Mazurów, walczy o Prawdę, Wolność i Prawo! Mazur też jest człowiekiem i chce tak żyć i być traktowany".

W bardzo krótkim czasie "Cech" stał się bardzo popularny wśród Mazurów żyjących w Niemczech, jak i na samych Mazurach. Jak pisał z Ełku wicekonsul do Konsulatu RP w Olsztynie w czerwcu 1931 (...) Obitz w piśmie swym "Cech" umiał uderzyć we wrażliwą stronę życia mniejszości, poruszając z jednej strony jej interesy socjalne (...) z drugiej zaś strony przypominając Mazurom ich odrębne pochodzenie i mowę. W wielu przypadkach pismo "Cech" jest tu milej widziane niż "Mazur", który ma wyraźnie polskie oblicze..."
Kurt Obitz angażując się w działalność Związku Mazurów i wydawanie "Cechu", jednocześnie studiował. Dyplom ukończenia studiów otrzymał 25 stycznia 1930, natomiast 31 maja – stopień doktora medycyny weterynaryjnej za pracę pt. O rozprzestrzenianiu się niektórych robaków i pierwotniaków pasożytniczych bydła na obszarze depresji łąkowych Równiny Północno Niemieckiej, okręgu Westhavelland (Berlin 1930).
Przez następny rok pracował zarobkowo w rzeźni w Hamburgu. Był w stałym kontakcie z uczelnią, rozwijał swoją wiedzę w dziedzinie parazytologii w tamtejszym Instytucie Chorób Tropikalnych. Współpraca zaowocowała otrzymaniem asystentury w Wyższej Szkole Weterynaryjnej w Berlinie od 1 kwietnia 1931 roku. Zarówno Obitz, jak i jego promotor – profesor Nöller, zaczęli być szykanowani i zastraszani. Napaści i bojkoty zajęć ze strony studentów Hitlerjugend osiągnęły apogeum 13 maja 1931, gdy ukazał się wiersz dr Obitza Masurische Jugend.
Po nagonce ze strony niemieckich nacjonalistów 16 maja 1931 roku został usunięty z uczelni, a jego sytuacja materialna stała się trudna. Został okrzyknięty zdrajcą narodu niemieckiego i "polskim szpiegiem", nie wspominając o innych inwektywach; nie mógł znaleźć pracy, w prasie trwała polityczna nagonka na niego. Zaskarżył decyzję usunięcia z uczelni do sądu, pomagał mu wówczas radca prawny Związku Polaków w Niemczech dr Bruno Opęchowski. Wyrok był niekorzystny – sąd stwierdził, że Kurt Obitz jest wrogiem państwa niemieckiego. Odpowiedzią redakcji pisma "Cech" był wiersz...

"...Teraz wiemy, cego się nase hakatyści bojo, a to jest: nasej pieśni. Bendziem im teraz tak długo spiewać, az się do tego przynałozo (...) Jo jesce wiencej pieśniow złuzułem. Dziś ich ale wsystkich w "Cech" nie wsadze. Pocekam, jaki hałas nase nacjonaliści na to pieśnio rozpocno..."

W czerwcu 1931 otrzymał zaproszenie od Rady Wydziału Weterynarii Uniwersytetu Warszawskiego do objęcia asystentury przy katedrze parazytologii. Dzięki życzliwości i pomocy dr Czesława Stankiewicza i korzystając ze wspomnianego zaproszenia Obitz wyjechał do Polski. Na Uniwersytecie Warszawskim pierwsze kroki stawiał jednak w Katedrze Chorób Wewnętrznych, a następnie w Katedrze Zoologii i Parazytologii. Jego losy berlińskie szeroko relacjonowano w prasie polskiej. W Polsce Obitz liczył na pracę lekarza weterynarii w Działdowie (jedynym powiecie na Mazurach, który po plebiscycie w 1920 przypadł Polsce), jednak słaba znajomość języka polskiego uniemożliwiła mu przyjęcie tego stanowiska. W Warszawie poznał przyszłą żonę Helenę Szylską, z którą 5 stycznia 1933 wziął ślub w tamtejszym kościele ewangelickim. W tym czasie miały również miejsce spotkania i rozmowy z wybitnym polskim pisarzem Melchiorem Wańkowiczem. Wywarł on na pisarzu ogromne wrażenie, a spotkanie w mieszkaniu przy ul. Puławskiej zostało sugestywnie zrelacjonowane w książce o Prusach Wschodnich:
"dr Kurt Obitz nie może sobie wytłumaczyć, dlaczego tak obco się czuje w niemieckiej kulturze(...) Jedno wie – że kocha swój kraj, ziemię na której wyrósł, miłością jakąś odrębną, że z duszami ludzi tej ziemi łączą go jakieś tajemne, nieznane, a mocne nici."

1 września 1935 roku powstaje w Puławach Zakład Parazytologii i Chorób Inwazyjnych jako Dział Parazytologii Wydziału Weterynaryjnego Państwowego Instytutu Naukowego Gospodarstwa Wiejskiego w Puławach. Pierwszym kierownikiem został dr Kurt Obitz. Zajmował się wówczas ze swoim zespołem zagadnieniami zwalczania chorób pasożytniczych zwierząt gospodarczych. Jego główne zainteresowania dotyczyły gza bydlęcego dużego, jego biologii oraz zwalczania i zapobiegania gzawicy bydła. Położył duże zasługi w dziedzinie polskiej parazytologii stosowanej. Wcześniej interesowano się głównie jej stroną teoretyczną. Obok opracowania metod walki z inwazjami pasożytniczymi opracowano terapie przeciwpasożytnicze, a w szczególności przeciwmotyliczne i przeciw gzowi bydlęcemu.
Pracował naukowo wspólnie z profesorem Witoldem Stefańskim nad zagadnieniami parazytologicznymi bydła, koni oraz gza bydlęcego; ze Stanisławem Wadowskim w zwalczaniu pasożytów zwierząt domowych. Publikował swoje prace w Pamiętniku Puławskim i Wiadomościach Weterynaryjnych. Był delegowany w celach naukowych do Instytutu Pasteura w Algierze, Zakładu Parazytologii Uniwersytetu Paryskiego, Instytutu Weterynarii w Budapeszcie. Brał udział w XIII Międzynarodowym Kongresie Weterynaryjnym w Zurychu. W 1937 roku został powołany na członka Rady Naukowej Wydziału Weterynaryjnego w Puławach, a w marcu 1939 roku został członkiem Naukowej Rady Weterynaryjnej przy Ministrze Rolnictwa. Równocześnie z karierą zawodową angażował się w działalność polityczną na rzecz Mazurów.
W 1933 jesienią powołano Mazurski Komitet Opieki Kulturalnej nad Rodakami z siedzibą w Warszawie. Informacje o jego istnieniu i działalności ujrzały światło dzienne po przeszło 40 latach dzięki publikacji historyka Andrzeja Chojnowskiego pt. Związek Mazurów w Działdowie (1935–1939). Mazurski Komitet opracował wiele memoriałów mających na celu zmianę polityki polskich władz państwowych wobec Mazurów powiatu działdowskiego, wśród jego członków był dr Kurt Obitz. Odwiedzał kilkakrotnie Prusy Wschodnie, gdzie kontaktował się z działaczami. Utrzymywał kontakty z działaczami Związku Mazurów – Masurenbundu w Niemczech oraz z działaczami Związku Mazurów w Działdowie. Brał czynny udział w życiu społeczno-kulturalnym ewangelików polskich. Zbierał materiały związane z historią i folklorem mazurskim. Uczestniczył w zebraniu organizacyjnym Związku Mazurów w Działdowie w 1935 i został przewodniczącym Komisji Rewizyjnej. W ramach działania Związku prowadził cykl wykładów z historii Mazur – opracował wtedy Dzieje ludu mazurskiego (Działdowo 1937). Była to pierwsza próba ukazania problemów społecznych Mazurów na podstawie materiałów źródłowych oraz osobistych doświadczeń i poglądów autora m.in. ukazał swój punkt widzenia na rolę Związku Mazurów. Wskazał wówczas, iż Związek Mazurów w Działdowie jest "pierwszą reprezentacją Mazurów uznaną w wolnej Polsce", a społeczeństwo polskie winno mieć do niej zaufanie i uszanować walkę ludu mazurskiego, który "opuszczony przez Polskę", toczył wielowiekowy samotny bój o zachowanie mowy i ziemi ojczystej. Dzieje ludu mazurskiego zostały przetłumaczone na język niemiecki i opublikowane jako praca anonimowa pt. Geschichte das Masurischen Volkes przez Tajne Archiwum Państwowe w Berlinie-Dahlem w 1938.
Kontakty dr Kurta Obitza ze środowiskiem mazurskim nasiliły się po przybyciu do Działdowa z Prus Wschodnich wybitnego działacza mazurskiego ruchu ludowego Gustawa Leydinga-juniora. Wspólnie z miejscowymi działaczami: Karolem Małłkiem i Janem Jagiełką-Jagertalem, próbowali oni ożywić działalność Związku Mazurów. Wtedy już w poglądach Kurta Obitza wyraźne były zainteresowania przyszłością całego regionu Prus Wschodnich – kraju o spuściźnie wieloetnicznej i wielokulturowej. Poza lokalnymi działaczami mazurskimi kontaktował się także z działaczami litewskimi w Prusach Wschodnich: Albinasem Briedisem i A. Umbrasem.

Wielkie znaczenie dla młodego wówczas artysty – Hieronima Skurpskiego miała obecność w środowisku działdowskim dr Obitza i jego entuzjazm dla kultury polskiej. To za jego pośrednictwem młody malarz zetknął się z twórczością drzeworytniczą i literacką Roberta Budzynskiego z "wieloimienną" przeszłością regionu, ale i ze szczególnie bliską Obitzowi kulturą litewską. Znana była fascynacja Obitza twórczością plastyczno-muzyczną Mikalojusa K. Čiurlionisa i szerzej kulturą litewską. Wynikało to zapewne z korzeni rodzinnych, gdyż matka jego była pochodzenia litewskiego. Mieszkając już w Puławach przyjeżdżał specjalnie do Warszawy, gdzie opiekował się Walterem i Fryderykiem Późnymi – studentami dziennikarstwa pochodzącymi z Mazur. Sądzono, że jeśli Polska odzyska Prusy Wschodnie, to on zostanie wojewodą na Mazurach.

## II wojna światowa
Na początku 1939 rozpoczęto starania o przyznanie mu obywatelstwa polskiego. Wybuch wojny przerwał intensywną pracę naukową i społeczną doktora Obitza. Został ostrzeżony przez siostrę z Królewca, że jest poszukiwany przez gestapo. Wyjechał wówczas z żoną na Wołyń do matki przyjaciela Stanisława Wadowskiego Janiny. Powrócił jednak do pracy w Instytucie, a jako jedyny środek ostrożności zgodził się na zmianę mieszkania. Opuścił dom w centrum Puław i zamieszkał z żoną na farmie Wydziału Weterynarii w Michałówce pod Puławami. Tutaj go aresztowano 8 lutego 1940 i przetransportowano do więzienia w Lublinie. Po odmowie podpisania niemieckiej listy narodowościowej (jako urodzonemu w Prusach Wschodnich), skazano go za wrogie nastawienie do niemieckości na pobyt w obozie koncentracyjnym w Dachau.
21 czerwca został przewieziony do obozu koncentracyjnego w Dachau, jako więzień polityczny, otrzymał numer 13377. Przeżył tam 1774 dni, które latem zaczynały się apelem między godziną trzecią a czwartą rano, a dzień roboczy kończył się o zmroku. Podobnie jak inni więźniowie poddawany był pseudomedycznym doświadczeniom i badaniom w stacji malarycznej, która była prywatnym laboratorium dr Clausa Schilinga, profesora parazytologii Wyższej Szkoły Weterynaryjnej w Berlinie. Swoje jedyne dziecko – córkę Ewę, która przyszła na świat w 1940 już po jego aresztowaniu, zobaczył tylko na zdjęciu, które żona Helena wysłała mu do Dachau w 1942 w torbie z cukrem. Zachorował na gruźlicę płuc. Po wyzwoleniu obozu przez wojska amerykańskie został skierowany do szpitala Auslauder-Heilstate w Lautrach w powiecie Memmingen. W szpitalu prowadzonym przez zakonnice spędził ostatnie miesiące życia. Pozostał w pamięci jednej z zakonnic jako małomówny pacjent, który miał świadomość, że umiera; na pytanie kogo zawiadomić o jego śmierci – podał adres żony mieszkającej w Polsce. Zapisała wszystkie dane i zapytała kim jest, odpowiedział: "Jestem Polakiem.". Siostrze wydało się to dziwne, gdyż posługiwał się tak nienaganną niemczyzną, i może te słowa "Jestem Polakiem." spowodowały, że pamiętała o nim przez prawie 50 lat. Ostatnią wiadomość od męża Helena Obitz otrzymała 5 maja 1945. Doktor Kurt Obitz zmarł 26 sierpnia 1945 o godzinie 00:45 przeżywszy zaledwie 38 lat. Pochowany został na cmentarzu Zakładu Schutzengelheim w Lautrach (nr grobu 182), który po 25 latach zrównano z ziemią.